# Фотон (телевизор)
Фотон — семейство телевизоров выпускавшихся в 1970—1990-х годах Симферопольским заводом телевизоров имени 50-летия СССР. До остановки производства в 1997 году завод выпустил 13,4 млн телевизоров.

## Модельный ряд
- Фотон-707/Д — цветной телевизор, выпускался с 1974 года.
- Фотон-711 — цветной телевизор, выпускался с 1975 года.
- Фотон-714 — цветной телевизор, выпускался с 1977 года.
- Фотон-716/Д — цветной телевизор, выпускался с 1977 года.
- Фотон-225 — чёрно-белый телевизор, выпускался с 1978 года.
- Фотон-736Д — цветной телевизор, выпускался с 1979 года.
- Фотон-225/Д — чёрно-белый телевизор, выпускался с 1984 года.
- Фотон 61ТЦ-332Д — цветной телевизор, выпускался с 1985 года.
- Фотон Ц-276/Д — цветной телевизор, выпускался с 1985 года.
- Фотон-232 — чёрно-белый телевизор, выпускался с 1985 года (опытная серия).
- Фотон-234 — чёрно-белый телевизор, выпускался с 1986 года.
- Фотон Ц-381Д — цветной телевизор, выпускался с 1986 года.
- Фотон 31ТБ-407Д — малогабаритный чёрно-белый телевизор, выпускался с 1987 года.
- Фотон 61ТЦ-311/Д — цветной телевизор, выпускался с 1987 года.
- Фотон-234-1 — чёрно-белый телевизор, выпускался с 1988 года.
- Фотон 61ТБ-301 — чёрно-белый телевизор, выпускался с 1990 года.
- Фотон 61ТБ-302/Д — чёрно-белый телевизор, выпускался с 1990 года.
- Фотон-150 ПТЦ-501 — телевизионный проектор, выпускался с 1990 года.
- Фотон 31ТБ-408Д — малогабаритный чёрно-белый телевизор, выпускался с 1991 года.
- Фотон 51ТЦ-408Д — цветной телевизор, выпускался с 1991 года.